# Polisportiva Val di Sangro 2008-2009
Questa voce raccoglie le informazioni riguardanti   la Polisportiva Val di Sangro nelle competizioni ufficiali della stagione 2008-2009.

## Rosa
| N. |                      | Ruolo | Calciatore              |  |
| -- | -------------------- | ----- | ----------------------- |  |
|    | Italia (bandiera)    | A     | Emanuele Allessandrì    |  |
|    | Italia (bandiera)    | P     | Emanuele Ameltonis      |  |
|    | Italia (bandiera)    | D     | Ciro Boschetti          |  |
|    | Italia (bandiera)    | C     | Daniele Cacciaglia      |  |
|    | Italia (bandiera)    | C     | Luca Campli             |  |
|    | Italia (bandiera)    | C     | Luigi Carafa            |  |
|    | Italia (bandiera)    | C     | Alessandro Cherchi      |  |
|    | Italia (bandiera)    | A     | Francesco Costantini    |  |
|    | Italia (bandiera)    | D     | Enrico Curcio           |  |
|    | Brasile (bandiera)   | A     | Pereira Pablo Da Luz    |  |
|    | Italia (bandiera)    | D     | Alessandro Del Grosso   |  |
|    | Italia (bandiera)    | C     | Massimo Epifani         |  |
|    | Argentina (bandiera) | A     | Lucas Exequiel Fiorotto |  |
|    | Italia (bandiera)    | A     | Simone Grillo           |  |

| N. |                   | Ruolo | Calciatore          |
| -- | ----------------- | ----- | ------------------- |
|    | Italia (bandiera) | P     | Manolo Leacche      |
|    | Italia (bandiera) | A     | Mattia Mainella     |
|    | Italia (bandiera) | D     | Matteo Mangoni      |
|    | Italia (bandiera) | C     | Matteo Mazzetto     |
|    | Italia (bandiera) | A     | Massimiliano Memmo  |
|    | Italia (bandiera) | A     | Giordano Napoletano |
|    | Italia (bandiera) | D     | Marco Paolacci      |
|    | Italia (bandiera) | A     | Vinicio Paris       |
|    | Italia (bandiera) | C     | Lorenzo Perfetti    |
|    | Italia (bandiera) | D     | Luca Rogato         |
|    | Italia (bandiera) | C     | Francesco Ruggiero  |
|    | Italia (bandiera) | D     | Matteo Sensi        |
|    | Italia (bandiera) | C     | Alessio Sireno      |